# Gradi della polizia provinciale italiana
I gradi della Polizia Locale italiana sono diversamente disciplinate, nelle varie regioni d'Italia.

## Abruzzo
- L.R. 2 agosto 1997, n. 83 (abrogata)
- L.R. 20 novembre 2013, n. 42 (in vigore) [1]

La normativa in vigore segue gradi dei corpi di polizia: dirigente ... commissario ... agente.

## Basilicata
- L.R. 29 dicembre 2009 n. 41 [2]

Ordinamento dei gradi segue un modello misto: gradi degli ufficiali segue schema militaresco dal colonnello al sottotenente; invece al di sotto i gradi seguono nomi di polizia: agente, assistente, ispettori di diverso livello.

## Calabria

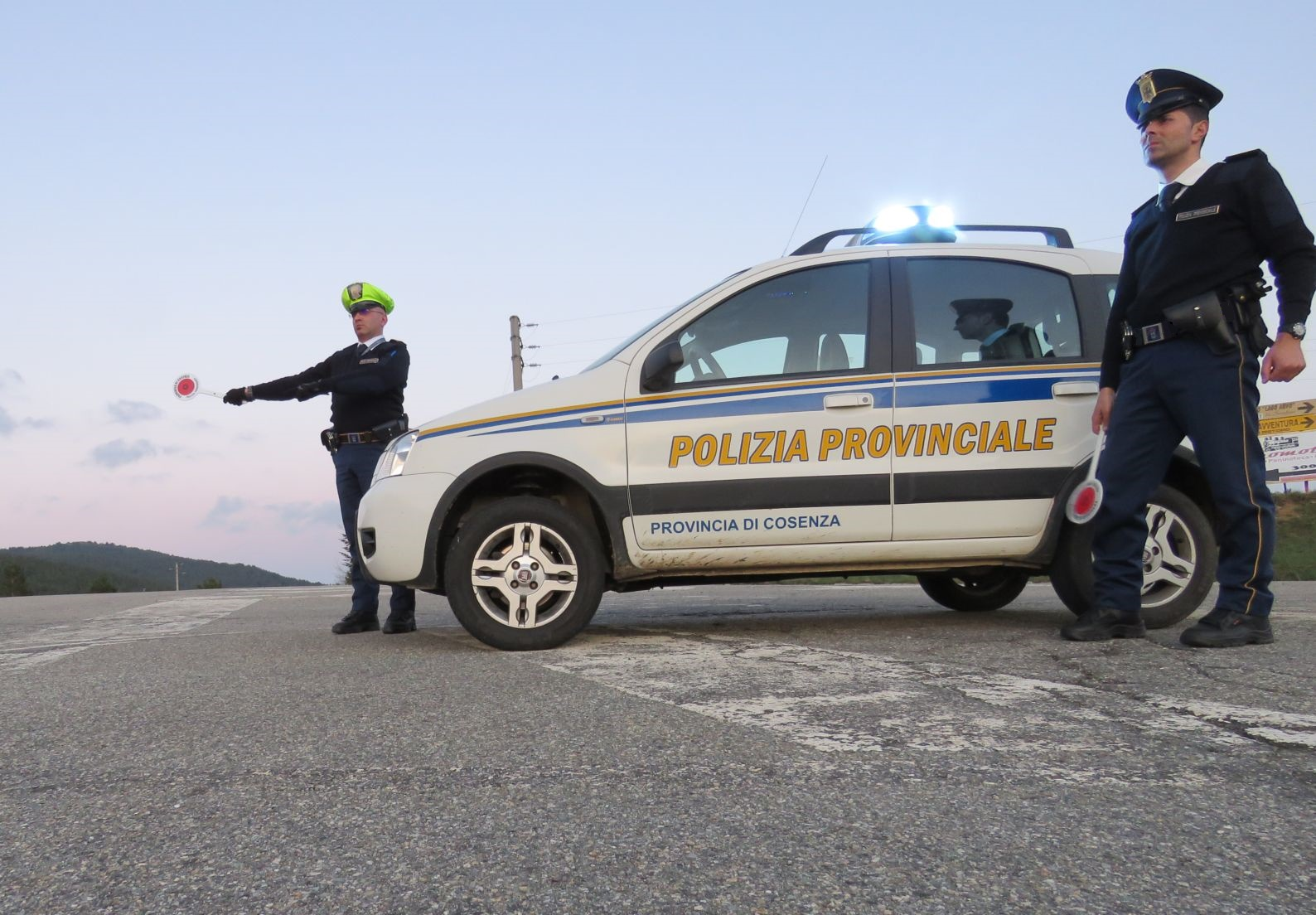
Polizia provinciale di Cosenza

- L.R. 7 giugno 2018, n.15. L'ordinamento dei gradi segue un modello su schema militaresco in base a regolamenti regionali.

## Campania
- La legge regionale di riferimento è la n.12 del 13 giugno 2003; seppure abbia legiferato sulla materia, la Giunta regionale ha solo nel 2015 completato l'iter di approvazione del regolamento delle Caratteristiche delle uniformi e dei relativi distintivi di grado e caratteristiche dei mezzi e degli strumenti in dotazione alla polizia locale[3]. Allo stato attuale i cinque corpi di polizia provinciale campani hanno ancora  gradi diversi fra loro, stabiliti dai singoli regolamenti provinciali.

## Emilia-Romagna
- L.R. del 4 dicembre 2003 n. 24
- L.R. del 28 settembre 2007, n. 21 (modifica la legge precedente)
- L.R. del 19 luglio 2013, n.8 (modifica la legge precedente) [4]

## Friuli-Venezia Giulia
- L.R. 28 ottobre 1988 n. 62 (abrogata)
- L.R. 29 aprile 2009, n. 9 (in vigore)[5]

## Lazio
- L.R.13 gennaio 2005 n. 1
- Regolamento regionale concernente le uniformi, i gradi, i segni distintivi, i veicoli e gli strumenti di autotutela delle polizie locali del Lazio - Delibera G.R. 766 del 29 dicembre 2015

## Liguria
- L.R. 8 agosto 1995 n. 40

## Lombardia
- L.R. 14 aprile 2003 n. 4

## Marche
- L.R. 17 febbraio 2014 n. 1 (che abrogò L.R. 29 ottobre 1988 n. 38)
- R.R. 2 marzo 2017 n. 2

## Molise
- L.R. 5 marzo 1990 n. 12

## Piemonte
- L.R. 30 novembre 1987 n. 58.

## Puglia
- L.R. 24 gennaio 1989 n. 2

## Sardegna
- L.R. 22 agosto 2007 n. 9

## Sicilia
- L.R. 1º agosto 1990 n. 17[6]

## Toscana

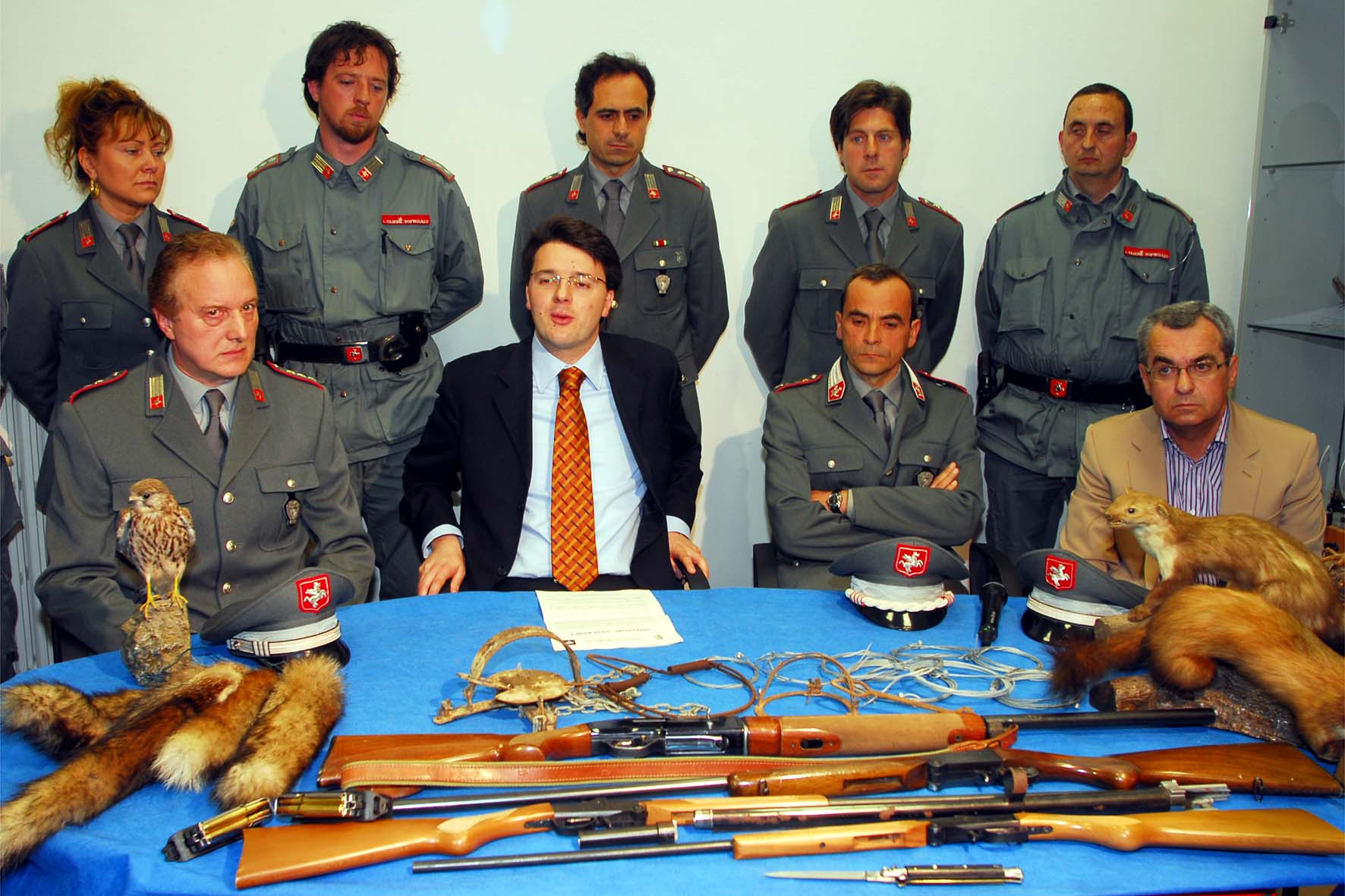
Polizia provinciale di Firenze

- L.R. 3 aprile 2006 n. 12

## Umbria
- L.R. 25 gennaio 2005 n. 1

## Veneto

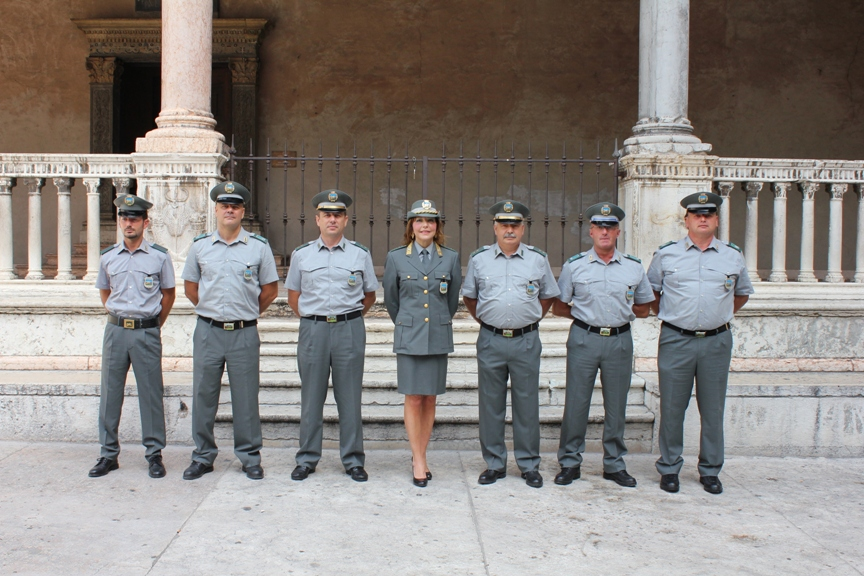
Polizia provinciale di Verona

- L.R. 9 agosto 1988 n. 40